# 川村秀文
川村 秀文（かわむら ひでふみ、1898年〈明治31年〉9月18日 - 1981年〈昭和56年〉3月2日）は、日本の内務・厚生官僚。官選千葉県知事、学校法人川村学園理事長・学園長。

## 経歴
秋田県鹿角郡花輪町出身。内務官僚・川村竹治の長男として生まれる。第一高等学校を卒業。1922年、東京帝国大学法学部政治学科を卒業。同年11月、高等試験行政科試験に合格。1923年、内務省に入省し東京府属となる。
以後、内務省大臣官房会計課長、欧米各国視察（1931年）、国際労働総会政府代表随員（1931年、ジュネーヴ開催）、社会局書記官・保険部監査課長、厚生省保険院総務局企画課長、厚生省保険院総務局長、厚生省社会局長などを歴任。
1942年6月、官選千葉県知事に就任。戦時下の体制整備、本土決戦への対応などに尽力。1945年4月、知事を退任。同年に退官し、その後、公職追放となった。
戦後には、医療法人同和会会長、学校法人川村学園理事長・学園長などを務めた。

## 著作
- 述『国民健康保険の話:農村医療問題解決の鍵』健康保健医報社出版部、1937年。
- 『医療費と医療内容の問題を解決すべき国民健康保険法の話』健康保険医報社、1938年。
- 『国民健康保険法詳解』巌松堂書店、1939年。

## 親族
- 妻 川村百合子（菊池大麓の五女）